# Vera Nyitrai
Vera Nyitrai (née Gondos, hongrois : Nyitrai Ferencné, le 26 juin 1926 et morte le 17 février 2011) est une statisticienne hongroise. Elle est présidente du Bureau central de statistique hongrois, et devient présidente de la Commission des statistiques des Nations Unies (en) de 1983 à 1985, première femme à exercer cette fonction.

## Biographie
Vera Nyitrai étudie les mathématiques et la physique à l'université catholique Péter Pázmány dont elle est diplômée en 1949. Elle rejoint ensuite l'Office central de statistique hongrois où elle effectue le reste de sa carrière, obtenant un doctorat en sciences tout en travaillant. Elle est nommée présidente du bureau en 1979.  
Elle fonde en 1985, avec Jean-Louis Bodin, l'Association internationale des statistiques officielles (en), dont elle prend la présidence provisoire pendant deux ans, et est élue officiellement présidente en 1987. Elle préside également le comité de statistique de l'Académie hongroise des sciences. En 1983, elle est devenue la première femme présidente de la Commission des statistiques des Nations Unies (en) au sein du Conseil économique et social des Nations unies

## Prix et distinctions
Vera Nyitrai est élue membre de l'Institut international de statistique en 1980 et elle est élue membre de la Royal Statistical Society en 1985. Elle remporte le prix d'État de la république populaire de Hongrie en 1988. En 2003, elle reçoit la croix de commandeur de l'ordre du Mérite hongrois. L'Académie hongroise des sciences lui décerne le prix Eötvös József-koszorú (hu) en 2006.